# 库佩 (马恩省)
库佩（法語：Coupetz，法語發音：[kupɛ]）是法国马恩省的一个市镇，属于香槟沙隆区。

## 地理
库佩（48°49'13"N, 4°21'46"E）面积10.65 平方千米，位于法国大東部大區马恩省，该省份为法国东北部内陆省份，北起阿登省，西北接埃纳省，西南接塞纳-马恩省，南至奥布省，东南接上马恩省，东临默兹省。
与库佩接壤的市镇（或旧市镇、城区）包括：马恩河畔迈里、塞尔农、多马坦莱特雷、福-韦西尼厄勒、托尼欧伯夫。

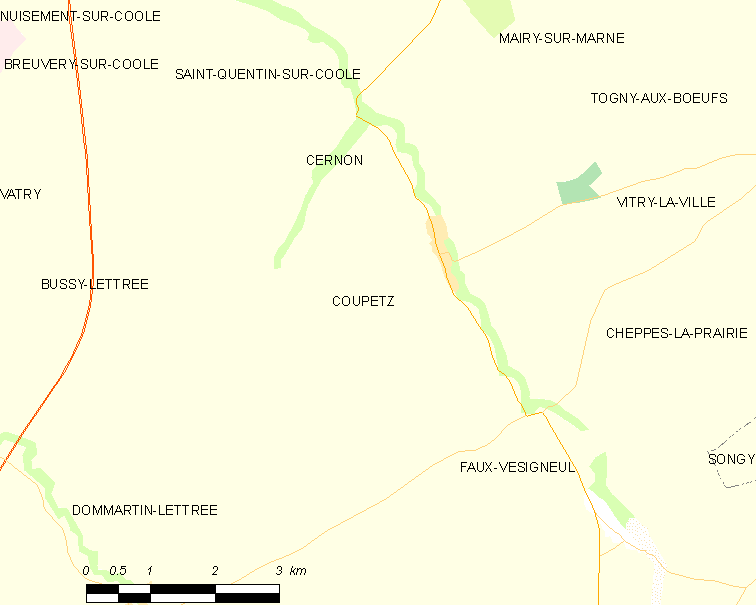
的OSM定位图

库佩的时区为UTC+01:00、UTC+02:00（夏令时）。

## 行政
库佩的邮政编码为51240，INSEE市镇编码为51178。

## 政治
库佩所属的省级选区为香槟沙隆第三县。

## 人口

1962-2008年间人口变化图示

库佩于2022年1月1日时的人口数量为84人。